# صالح بن جناح
صالح بن جناح اللخمي شاعر دمشقي، أحد الحكماء من القرن الثاني من الهجرة إبان الدولة العباسية وقد تتلمذ الجاحظ على يده، وقد حكى عنه الجاحظ قال «هو (أبو عبد الله الحاكم) ممن أدرك الأتباع بلا شك وكلامه مستفاد في الحكمة وقد أخذ بنيسابورز»، له كتاب معروف هو كتاب الأدب والمروءة.

## من أشعاره
* من القصيدة الأولى :
لو أنني أعطيت سؤلي لما * سألت إلا العفو والعافية
فكم فتى قد بات في نعمة * فسل منها الليلة الثانية
* من القصيدة الثانية :
لئن كنت محتاجا إلى الحلم إنني * إلى الجهل في بعض الأحايين أحوج
ولي فرس للحلم بالحلم ملجم * ولي فرس بالجهل للجهل مسرج
فمن شاء تقويمي فإني مقوم * ومن شاء تعويجي فإني معوج
وما كنت أرضى الجهل خلا ولا أخا * ولكنني أرضى به حين أحوج
ألا ربما ضاق الفضاء بأهله * وأمكن من بين الأسنة مخرج
فإن قال بعض الناس فيه سماجة * فقد صدقوا والذل بالحر أسمج
* من القصيدة الثالثة :
فليس لنا غيرَ التوكلِ عصمةٌ * على رَبِّنا إِن التوكلَ نافعُ
* من القصيدة الرابعة :
نموت وننسى غير أن ذنوبنا * إذا نحن متنا لا تموت ولا تنسى
ألا رُبَّ ذي عينين لا تنفعانـه * وهل تنفع العينان من قلبه أعمى
* من القصيدة الرابعة :
إنما أنت نهارٌ ضوؤه ضوء معارُ
بينما غصنك غضٌّ ناضرٌ فيه اخضرارُ
إذ رماه زمناه فإذا فيه اصفرارُ
وكذاك الليلُ يأتي ثم يمحوه النهار.